# 679 Pax
679 Pax је астероид главног астероидног појаса. Приближан пречник астероида је 51,47 ,
а средња удаљеност астероида од Сунца износи 2,586 астрономских јединица (АЈ).
Инклинација (нагиб) орбите у односу на раван еклиптике је 24,378 степени, а орбитални период износи 1519,508 дана (4,160 године). Ексцентрицитет орбите астероида износи 0,311.
Апсолутна магнитуда астероида износи 9,01 а геометријски албедо 0,166.
Астероид је откривен 28. јануара 1909. године.